# Stressball

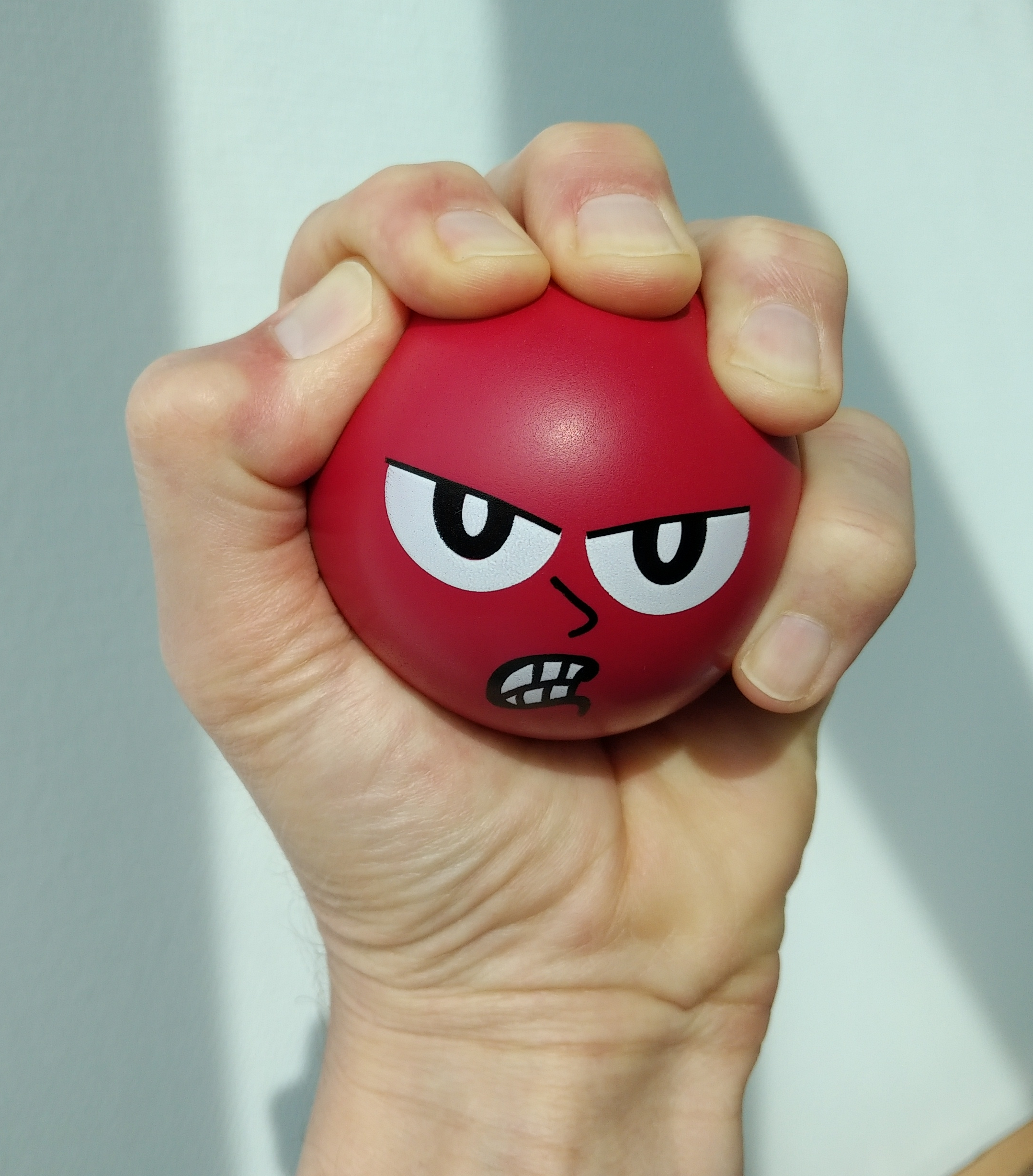
Stressball

Ein Stressball, auch Anti-Stress-Ball oder Quetschball, ist ein formbares Spielgerät mit einem Durchmesser von meist nicht mehr als 7 cm, das von der Hand gepresst wird, um Stress und Muskelverspannungen abzubauen oder die Muskeln der Hand zu trainieren.
In einer Untersuchung für das Bundesinstitut für Sportwissenschaft hat der Sportpsychologe Jürgen Beckmann von der Technischen Universität München festgestellt, dass das Quetschen eines Stressballs Stress abbaut, weil durch das manuelle Ablenkungsmanöver Denkblockaden gelöst werden.
In dem Start-Paket zum Nichtrauchen des Bundesministeriums für Gesundheit ist ebenfalls ein Stressball als hilfreiches Mittel enthalten.
Unabhängig von der Bezeichnung existieren Stressbälle in verschiedensten Formen. Stressbälle sind beliebte Werbegeschenke nicht nur im Rahmen von Kundenbindungsmaßnahmen, sondern auch von Krankenkassen. Stressbälle werden in der Regel aus Polyurethan-Schaumstoff hergestellt, kommen aber auch als eine mit Gel gefüllte Gummi- oder Stoffhaut vor. Stressbälle sind beliebte Bastelgegenstände. Im Selbstbau wird ein Luftballon mit Backpulver gefüllt und fungiert so als Stressball.